# Al-Azhar
Uniwersytet Al-Azhar (arab. ‏جامعة الأزهر‎, Dżāmiʻat al-Azhar) – teologiczna uczelnia muzułmańska w Kairze. Uniwersytet określany jest mianem „najbardziej renomowanej instytucji oświaty islamu sunnickiego”.

## Historia
Uniwersytet przy meczecie Al-Azhar jest jedną z najsłynniejszych uczelni w świecie muzułmańskim. Fatymidzki kalif Al-Mu’izz rozkazał wielkorządcy Dżawarowi zbudować pierwszy meczet w Kairze, który oprócz funkcji miejsca modlitwy, miał także pełnić rolę centrum prozelityzmu na ismailizm. Budowa została rozpoczęta 4 kwietnia 970 roku i trwała do 22 czerwca 972 roku. Fatymidzi najprawdopodobniej ku czci Fatimy, córki proroka Mahometa, nadali mu nazwę Al-Azhar. Krótko po wybudowaniu meczetu, otwarto przy nim medresę. Już wtedy szkoła posiadała wydziały prawa muzułmańskiego, nauk prawnych, języka arabskiego, astronomii, filozofii muzułmańskiej czy logiki. Po upadku kalifatu Fatymidów w 1171, z nastaniem dynastii Ajjubidów, uczelnia została oddana sunnitom, którzy zmienili jej profil nauczania na tożsamy. Saladyn rozkazał zniszczyć bezpowrotnie ponad sto tysięcy książek, manuskryptów i prac zgromadzonych w czterdziestu pokojach. W XIX wieku ściśle teologiczny program nauczania uczelni został zliberalizowany pod wpływem nacisków ze strony takich reformatorów jak Dżamal ad-Din al-Afghani i Muhammad Abduh. Po rewolucji w 1952 roku, w 1961 doszło do oddzielenia medresy przy meczecie, oficjalnie podnosząc ją do rangi państwowego uniwersytetu. Program nauczania został poddany częściowej sekularyzacji; dodano wydziały medycyny, inżynierii i ekonomii, co stanowiło dalszy etap modernizacji edukacji w regionie rozpoczęty za panowania francuskiego i brytyjskiego. Obecnie w uczelni mogą studiować kobiety, a studenci mają do wyboru wiele różnorodnych przedmiotów, od nauk ścisłych po współczesne języki zachodnie.

## Profil
Na gruncie teologicznym, władze uniwersytetu uznają cztery sunnickie szkoły prawa muzułmańskiego (wliczając bractwa sufickie), mając zarazem stosunek antagonistyczny wobec fundamentalistycznych ruchów reformatorskich takich jak wahhabizm i salafizm. Podczas konferencji uczonych sunnickich zorganizowanej we wrześniu 2016 roku w Groznym, wielki szejk Al-Azharu Ahmed al-Tajeb ogłosił wspólną fatwę, iż „salafici nie są częścią islamu sunnickiego”. W przeszłości uczeni al-Azhar określali wahhabizm mianem „wiary szatańskiej”. W opinii amerykańskiego think tanku Carnegie Endowment for International Peace, uczelnia pozostaje pod silnym wpływem nauk sufickich. Szejk al-Akbar Mahmud Szaltut, wielki mufti Al-Azhar w latach 1958–1963, ogłosił fatwę zaliczającą imamicką szkołę prawa muzułmańskiego, szkołę dżafarycką, w poczet oficjalnych mazhabów świata islamskiego.

## Absolwenci

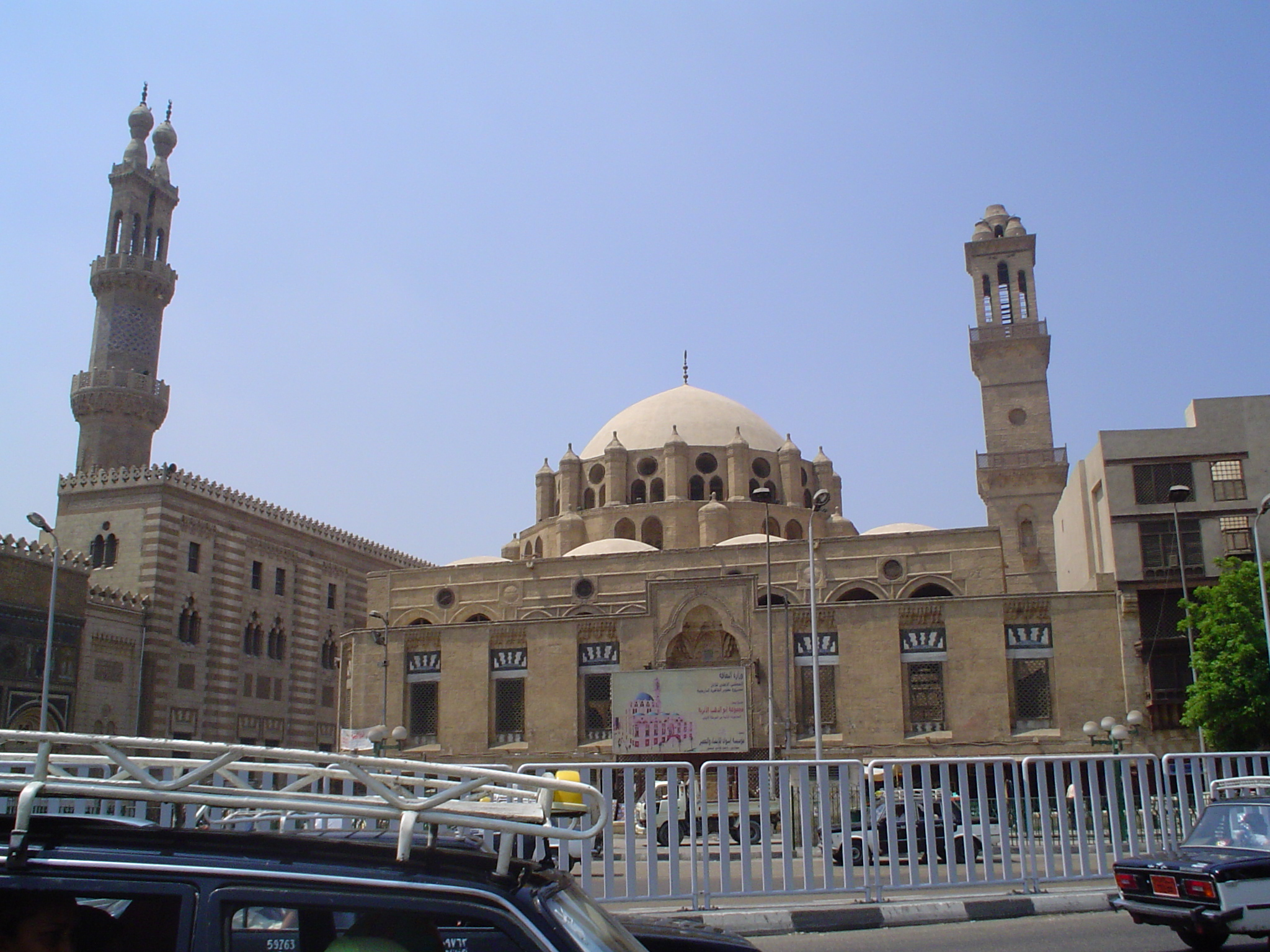
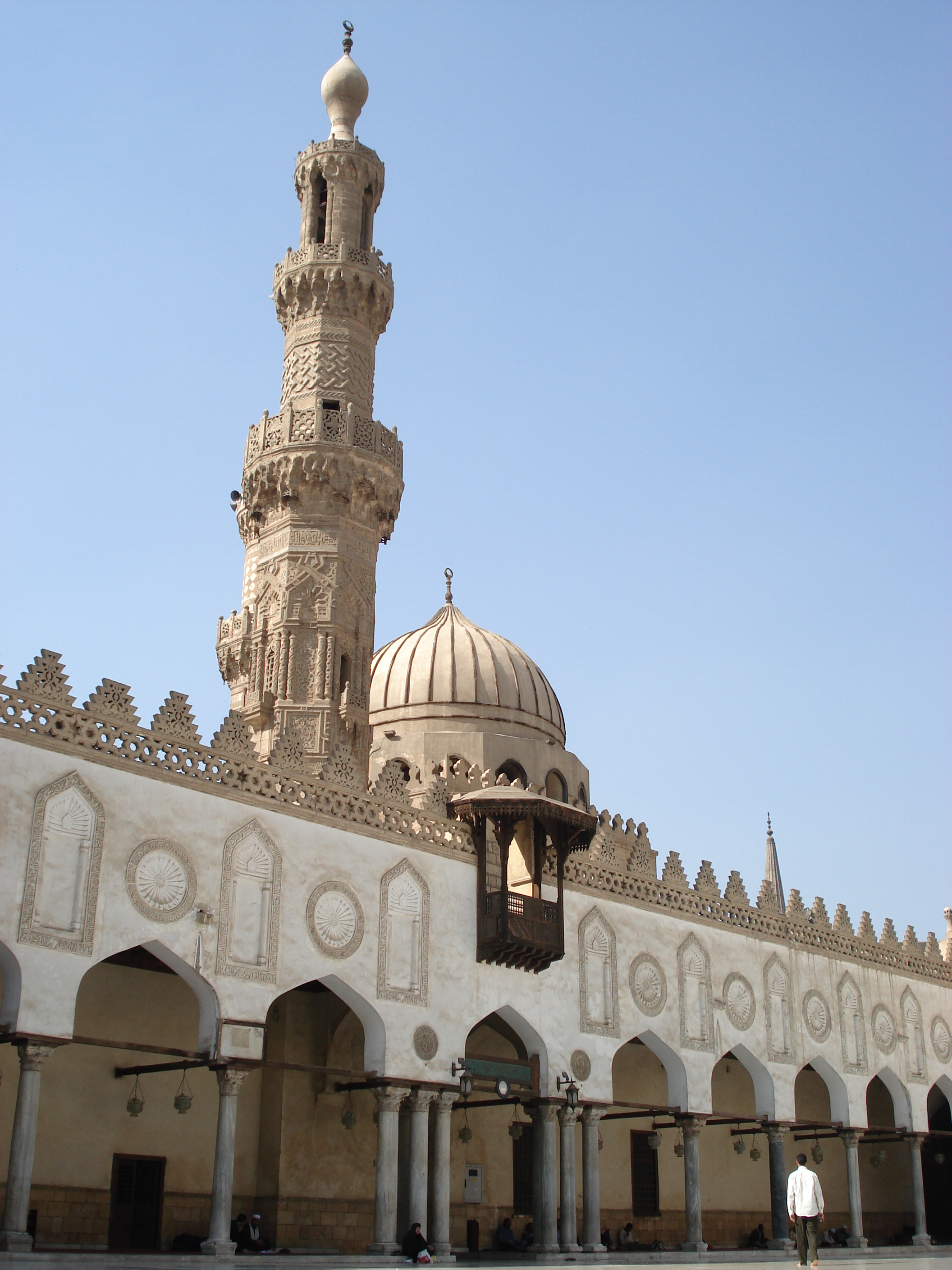
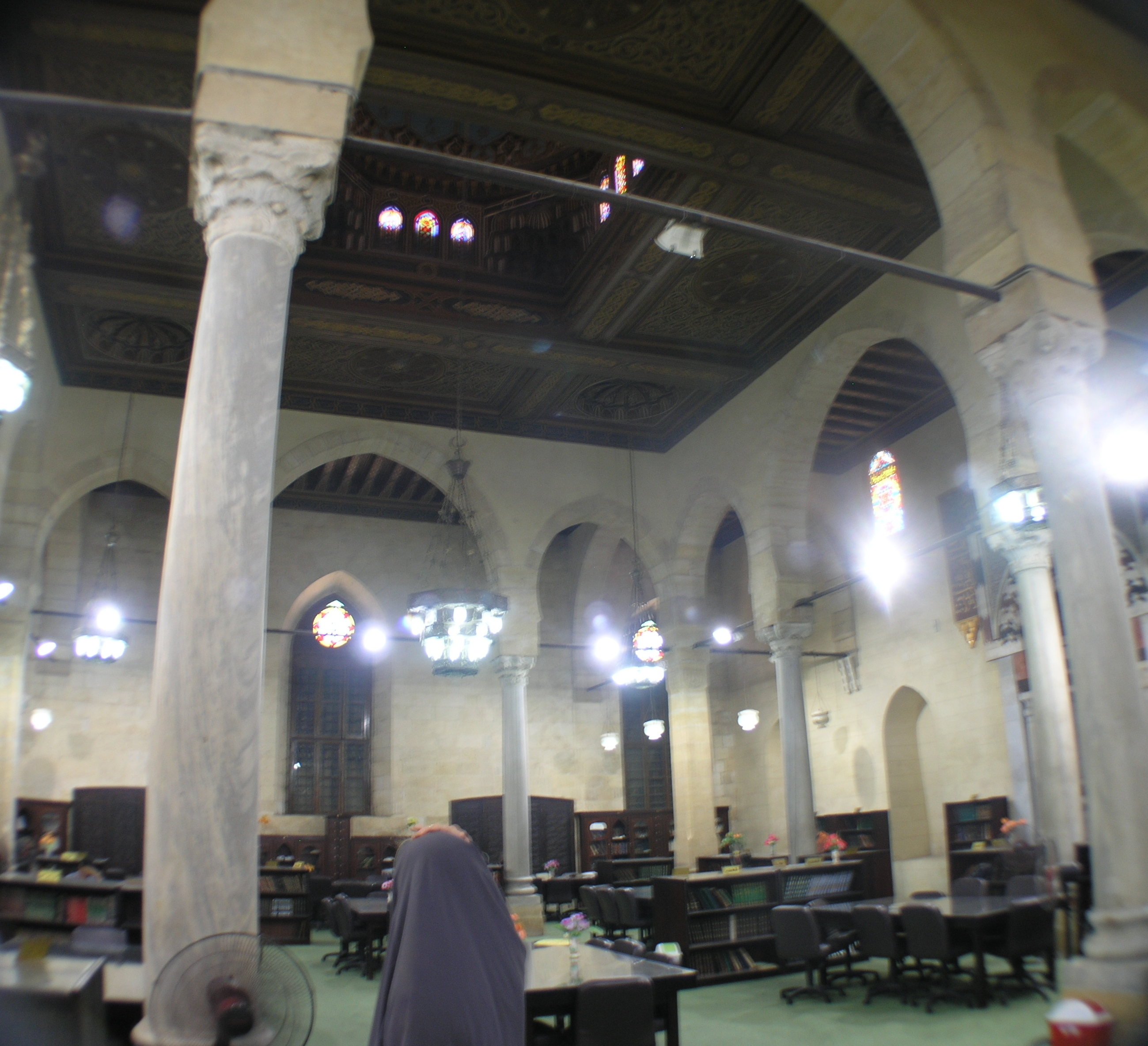
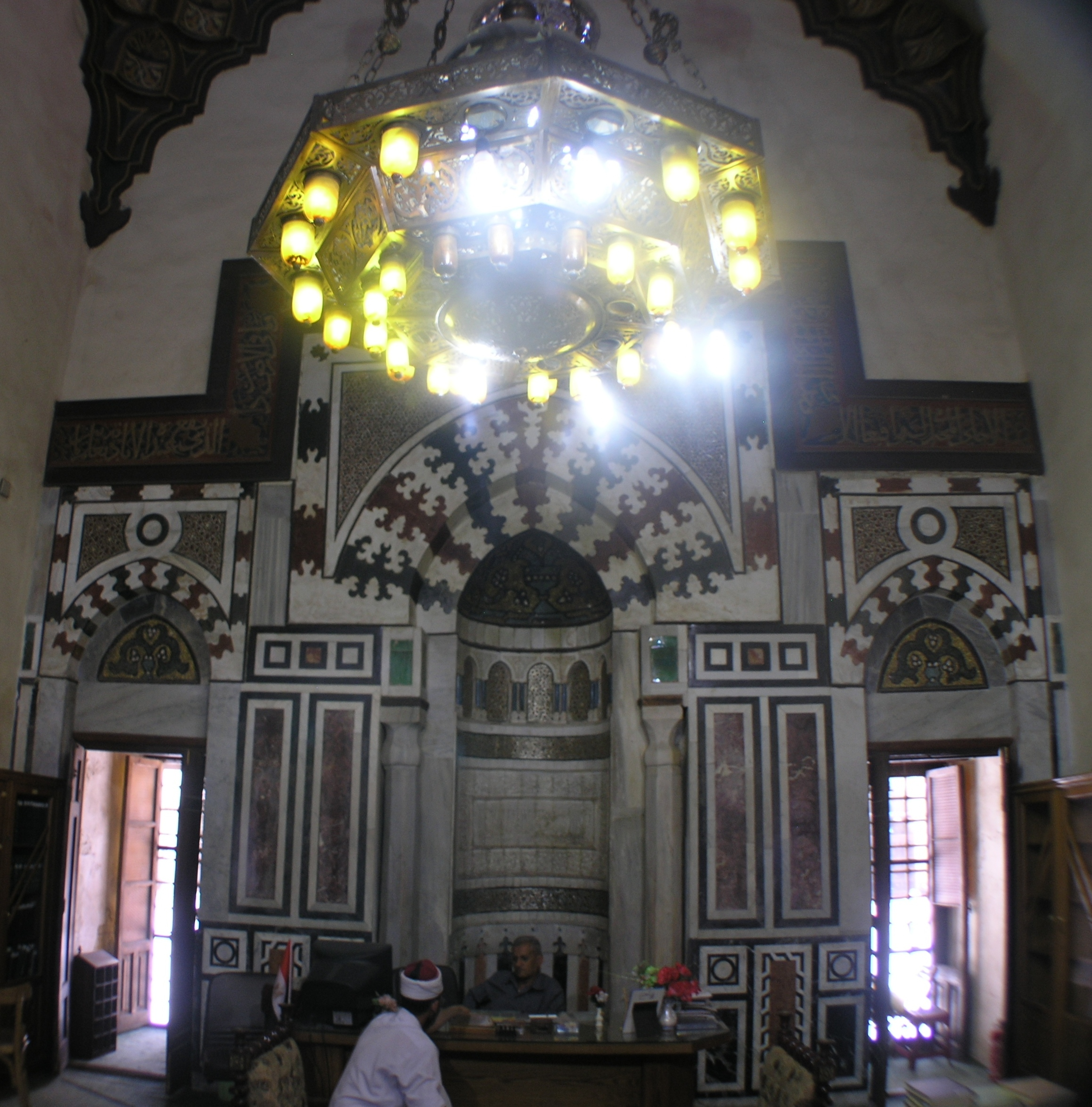